# Lorenzo Aguado Herrera
Lorenzo Aguado Herrera (nascut el 19 de setembre de 2002) és un futbolista espanyol que juga com a defensa per l'Albacete Balompié.

## Primers anys
Aguado va entrar a les categories inferiors del Reial Madrid de la Lliga espanyola als vuit anys.

## Carrera professional
Aguado va jugar per l'equip madrileny RSC Internacional, on era considerat un dels jugadors més importants del club.

## Palmarès
Reial Madrid
- Copa Intercontinental de la FIFA: 2024